# محمود کیانوش
محمود کیانوش (۱۲ شهریور ۱۳۱۳ – ۲۳ دی ۱۳۹۹) شاعر و نویسنده ایرانی بود. او را پدر شعر کودک فارسی می‌نامند.
گستره آثار او علاوه بر شعر و داستان، زمینه‌های دیگری چون ترجمه، روزنامه‌نگاری، نقد ادبی، داستان‌های کودکان و برنامه‌سازی رادیو را در بر می‌گیرد. به‌دلیل «نقدهای صریح و بی‌پرده‌اش و به دلیل اینکه هرگز خود را به گروهبندی‌های ادبی رایج وابسته نکرد» آثار کیانوش با استقبال بالایی مواجه نشد.

## زندگی
محمود کیانوش در شهریور ۱۳۱۳ در مشهد زاده شد. او در نوجوانی از سال‌های دبیرستان به شعر گفتن و به نوشتن داستان کوتاه پرداخت و با تشویق آموزگار خود به این کار ادامه داد. او نخستین داستانش را به نیروی سوم  فرستاد و در مسابقه داستان‌نویسی دانش‌آموزان سراسر کشور برندهٔ مقام نخست شد. کیانوش پس از پایان دورهٔ اول متوسطه وارد دانشسرای مقدماتی شد و پس از آن معلم و سپس مدیر مدرسه در یکی از روستاهای اطراف تهران شد.
او از پیشگامان شعرهای منثور آهنگین است و مجموعهٔ شعرهای آهنگینش با عنوان شکوفهٔ حیرت (۱۳۳۴–۱۳۳۸) انتشار یافتند. پس از آن مدرک کارشناسی خود را در رشتهٔ زبان و ادبیات انگلیسی در دانشگاه تهران گرفت. نخستین برگردان او به صورت کتاب، رمان «به خدایی ناشناخته» اثر جان اشتاین بک است که در سال ۱۳۳۶ منتشر شد.
محمود کیانوش، نخستین کتاب شعر خود که یک شعر بلند نیمایی بود در سال ۱۳۳۹ با نام شبستان چاپ کرد. وی به دنبال آن مجموعهٔ ساده و غمناک را منتشر کرد که گزیده‌ای از شعرهای او از سال ۱۳۳۴ تا ۱۳۴۱ بود. او از اعضای شورای کتاب کانون پرورش فکری کودکان و نوجوانان نیز بود.
کیانوش مدتی عضو هیئت تحریریه و همچنین سردبیر مجله صدف و چهار دوره هم سردبیر مجله سخن بود. او با وجود رنجوری تن و بیماری همسر، با روحی شاداب، تا پایان عمر در زمینه‌های گوناگون به نوشتن ادامه داد. محمود کیانوش به دو زبان فارسی و انگلیسی می‌نوشت. از او سه کتاب توسط یک ناشر انگلیسی منتشر شده‌است. کیانوش در لندن با همسرش پری منصوری که نویسنده و مترجم است، زندگی می‌کرد. آن‌ها دو فرزند به نام‌های کاوه و کتایون دارند.

کیانوش مثل ما نبود که بماند و جور بکشد. در واقع، روشنفکرانی که می‌خواهند فقط فکر خودشان را داشته باشند و نه به مطلق‌گرایی سرمایه‌داری وابسته‌اند و نه به اندیشه‌های چپ و نه به هیچ ایدئولوژی دیگری، زندگی کردن در اینجا برایشان خیلی سخت است.

جمال میرصادقی، دیِ ۱۳۹۹
محمود کیانوش از سال ۱۹۸۲ تا ۲۰۱۶ با نام هنری «علیزاده طوسی» با بی‌بی‌سی فارسی همکاری می‌کرد. شناخته‌شده‌ترین کار او در بی‌بی‌سی، نامه‌ای از لندن بود.
محمود کیانوش علاوه بر انتشار آثار فراوان ادبی، کتاب شعر و داستان‌های کوتاه و بلند، از اعضای شورای کتاب کانون فکری کودکان و نوجوانان ایران بود.
محمود کیانوش در ۲۳ دی ۱۳۹۹ در سن ۸۶ سالگی در لندن درگذشت. پری منصوری، همسر کیانوش که او نیز مترجم و نویسنده بود در فروردین ۱۳۹۹ در لندن و در سن ۸۵ سالگی درگذشت.

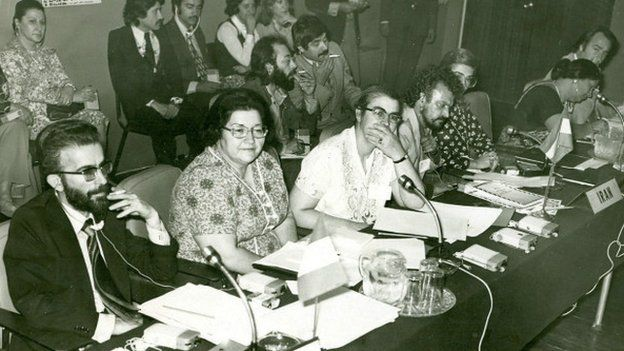
کنفرانس مجمع بین‌المللی کارشناسان «ادبیات کودکان در خدمت آشنایی و همکاری جهانی» در کانون پرورش فکری کودکان و نوجوانان در سال ۱۳۴۵ از چپ به راست: محمود کیانوش، لیلی ایمن، و توران میرهادی

## آثار
شمار آثار کیانوش از ۸۰ فزون‌تر است. از مهم‌ترین آثار وی می‌توان این عناوین را براساس کتابخانه ملی ایران نام برد:

### شعر
- شبستان (۱۳۴۰) (یک شعر بلند)
- ساده و غمناک (۱۳۴۱) (مجموعهٔ شعر)
- شکوفهٔ حیرت (۱۳۴۳) (مجموعهٔ شعر)
- شباویز (۱۳۴۴) (یک شعر بلند)
- ماه و ماهی در چشمهٔ باد (۱۳۴۷) (مجموعهٔ شعر)
- آب‌های خسته (۱۳۴۹) (مجموعهٔ شعر)
- قصیده‌ای برای همه (۱۳۴۹) (یک شعر بلند)
- از پنجرهٔ تاج‌محلّ (۱۳۵۰) (مجموعهٔ شعر، با نام مستعار پرادیپ اوما شانکار)
- به انسان، امّا برای خرخاکی‌ها، یونجه‌ها، و کلاغ‌ها (۱۳۵۱) (مجموعهٔ شعر)
- در خرگاه شب (۱۳۵۳) (مجموعهٔ غزل، هر غزل با حاشیه‌ای مشروح. این کتاب ابتدا به مرور در هفته‌نامهٔ «نیمروز» در لندن انتشار یافت)
- من مردم هستم (۱۳۵۷) (یک شعر بلند)
- کتاب دوستی (۱۳۶۷) (مجموعهٔ شعر)
- کجاست آن صدا؟ (۱۳۷۰) (یک شعر بلند)
- ناگهان انسان و زمینش (۱۳۸۱) (یک شعر بلند)
- با نگاهی دیگر (۱۳۸۹) (مجموعهٔ رباعی‌ها)
- ای آفتاب ایران (۱۳۹۲) (مجموعهٔ شعر)
- پرنده‌ها و انسان (مجموعهٔ شعر، این کتاب برگردان فارسی «Of Birds and Men» است که در لندن منتشر شده بود. برگردان فارسی در سوئد انتشار یافت)

### رمان
- مرد گرفتار، تهران: سازمان کتاب‌های جیبی، ۱۳۴۳؛ تجدید چاپ، تهران: انتشارات فرهنگ جاوید، به‌زودی.
- برف و خون (با اسم مستعار دیگنو دِه آلابنتزا)، تهران: آگاه، ۱۳۵۶.
- حرف و سکوت، تهران: فاروس، ۱۳۵۸؛ تجدید چاپ، تهران: فرهنگ جاوید، ۱۳۹۹.
- غوّاص و ماهی، ت‍ه‍ران: ش‍ب‍اه‍ن‍گ، ۱۳۶۸؛ تجدید چاپ، تهران: فرهنگ جاوید، ۱۴۰۱.
- در آفاق نفس، ت‍ه‍ران: س‍روش، ۱۳۸۲.
- باغی در کویر، تهران: آفرینش، ۱۳۸۶.
- این آقا کی باشند؟، تهران: مروارید، ۱۳۸۹.
- اسم نمی‌خواهد (حدیث نفس)، تهران: فرهنگ جاوید، به‌زودی.
- آی، زندگی!، تهران: فرهنگ جاوید، ۱۳۹۹.
- سفر شک و سؤال، تهران: فرهنگ جاوید، به‌زودی.

### داستان کوتاه
- غصّه‌ای و قصّه‌ای، ت‍ه‍ران: سازمان کتاب‌های پرنده آبی، ۱۳۴۴؛ تجدید چاپ، تهران: فرهنگ جاوید، ۱۴۰۱.
- در آن‌جا هیچ‌کس نبود، تهران: زوار، ۱۳۴۵.
- آینه‌های سیاه، تهران: انتشارت نیل، ۱۳۴۹.
- و بلا آمد و شفا آمد، تهران: بی‌نا، ۱۳۵۲.
- در طاس لغزنده، ت‍ه‍ران: آب‍ان‍گ‍اه، ۱۳۷۹.

### نمایشنامه
- از خون سیاوش، ت‍ه‍ران: ق‍طره، ۱۳۸۴.
- علامت سؤال، تهران: قطره، ۱۳۸۸.

### رمان و داستان کوتاه برای کودک و نوجوان
- آدم یا روباه (رمان)، تهران: بی‌نا، ۱۳۴۸.
- از بالای پلهٔ چهلم (مجموعهٔ داستان کوتاه)، تهران: اندیشه، ۱۳۵۶.
- دهکدهٔ نو (مجموعهٔ داستان کوتاه)، ت‍ه‍ران: اشرفی، ۱۳۵۷.
- از کیکاووس تا کیخسرو (بازنویسی سه داستان سهراب، سیاوش، و فرود از شاهنامهٔ فردوسی)، بی‌جا: بی‌نا، بی‌تا.
- حمّامی‌ها و آب‌انباری‌ها، بی‌جا: بی‌نا، بی‌تا.
- خودنویس آبی و گل سرخ (رمان)، تهران: کانون پرورش فکری کودکان و نوجوانان، ۱۳۹۲.

### نقد ادبی
- بررسی شعر و نثر فارسی معاصر (مجموعه مقالات)، تهران: مانی، ۱۳۵۱.
- ق‍دم‍ا و ن‍ق‍د ادب‍ی، تهران: رز، ۱۳۵۴.
- ن‍ظم، ف‍ض‍ی‍ل‍ت و زی‍ب‍ای‍ی (ت‍أم‍لات‍ی در ه‍ن‍ر و ادب‍ی‍ات)، ت‍ه‍ران: آگ‍اه، ۱۳۶۹.
- زن و عشق در دنیای صادق هدایت و نقدی تحلیلی و تطبیقی بر بوف کور، لوس آنجلس: شرکت کتاب، ۱۳۸۲؛ تهران: فرهنگ جاوید، به‌زودی.
- بردار این‌ها را بنویس، آقا!، تهران: فرهنگ جاوید، ۱۳۹۹.
- شعر فارسی در غربت

### برگردان
- به خدای ناشناخته، جان استاین‌بک، تهران: آبشار، ۱۳۳۶.
- زن‍ی ک‍ه گ‍ری‍خ‍ت، دی. اچ. لارنس، تهران: آبشار، ۱۳۳۷.
- س‍رزم‍ی‍ن و م‍ردم ژاپ‍ن، ژوزف‍ی‍ن وان، تهران: بنگاه ترجمه و نشر کتاب، ۱۳۴۲.
- سفر دراز روز در شب، یوجین اونیل، سازمان کتاب‌های پرنده آبی، ۱۳۴۴؛ چاپ دوم: تهران: اشرفی، ۱۳۵۷؛ چاپ سوم، تهران: فرهنگ جاوید، به‌زودی.
- پ‍روان‍ه‌ه‍ای س‍پی‍د: چهل‌وچهار اثر از بیست‌وسه نویسنده بزرگ جهان، تهران: آذر، ۱۳۴۵.
- ع‍ش‍ق در م‍ی‍ان ک‍وم‍ه‌ه‍ای ی‍ون‍ج‍ه، دی. اچ. لارنس، تهران: اشرفی، ۱۳۴۵.
- م‍ال‍ون م‍ی‌م‍ی‍رد، ساموئل بکت، نیل، ۱۳۴۷؛ تجدید چاپ، تهران: فرهنگ جاوید، ۱۳۹۹.
- خانه برناردا آلبا، فدریکو گارسیا لورکا، تهران: نیل، ۱۳۴۸؛ چاپ دوم: تهران: اف‍راز، ۱۳۸۵؛ چاپ سوم: تهران: قطره، ۱۳۸۸.
- داستان یک پولی، برتولت برشت، ترجمه هوشنگ پیرنظر، ترجمه اشعار از محمود کیانوش، تهران: نیل، ۱۳۴۹؛ تجدید چاپ، تهران: فرهنگ جاوید، به‌زودی.
- آن‌ها زنده‌اند، آثول فوگارد، تهران: بی‌نا، ۱۳۵۰، تجدید چاپ، تهران: قطره، ۱۳۸۸.
- میمون گلی کوچولو، کارلو کلودی، اندیشه، ۱۳۵۰.
- ب‍چ‍ه‌ه‍ای ع‍م‍وت‍ام، ریچارد رایت، نیل، ۱۳۵۱.
- در انتظار بربرها، کنستانتین کاوافی، تهران: انتشارات زمان، ۱۳۵۱.
- ب‍ازگ‍ش‍ت ب‍ه زادب‍وم، امه سزر، تهران: آگاه، ۱۳۵۴.
- سلام و خداحافظ، آثول فوگارد، تهران: بی‌نا، ۱۳۵۵؛ تجدید چاپ: تهران: قطره، ۱۳۸۸.
- ب‍رف و خ‍ون، دی‍گ‍ن‍وه آل‍اب‍ان‍ت‍زا، تهران: آگاه، ۱۳۵۶.
- سی‌زوئه بانسی مرده‌است، آثول فوگارد، تهران: بنگاه نشر اندیشه، ۱۳۵۶؛ چاپ دوم: تهران: قطره، ۱۳۸۸.
- جلاد، پر لاگرکویست، تهران: آگاه، ۱۳۵۷؛ تجدید چاپ، تهران: فرهنگ جاوید، به‌زودی.
- ه‍اوائ‍ی: گ‍وه‍ر اق‍ی‍ان‍وس آرام، اسکار لوئیس، تهران: ش‍رک‍ت ان‍ت‍ش‍ارات ع‍ل‍م‍ی و ف‍ره‍ن‍گ‍ی، ۱۳۷۳.
- خ‍ن‍ده ن‍ی‍ش‍ت‍ر: داس‍ت‍ان‌ه‍ای طن‍زآم‍ی‍ز از ن‍وی‍س‍ن‍دگ‍ان ج‍ه‍ان (گزیده و ترجمه)، تهران: زلال، ۱۳۷۴.
- ش‍ع‍ر ب‍ه‍. ش‍ع‍ر: اش‍ع‍اری از ش‍اع‍ران ج‍ه‍ان (گردآوری)، ک‍ان‍ون پ‍رورش ف‍ک‍ری ک‍ودک‍ان و ن‍وج‍وان‍ان، ۱۳۸۰.
- مرگ و دختر، آریل دورفمن، تهران: فرهنگ جاوید، ۱۳۹۷.